# Élections générales québécoises de 1904
L'élection générale québécoise de 1904 s'est déroulée le 25 novembre 1904 afin d'élire à l'Assemblée législative de la province de Québec (Canada) les députés de la 11e législature. Il s'agit de la 11e élection générale au Québec depuis la confédération canadienne de 1867.

## Contexte
Détenteur d'une très large majorité à l'Assemblée législative, le premier ministre Simon-Napoléon Parent déclenche des élections à l'issue du terme traditionnel de quatre ans.
Le Parti libéral du Québec remporte une victoire aussi éclatante que celle survenue quatre ans auparavant, formant de nouveau un gouvernement majoritaire. Peu après l'élection, le chef du Parti conservateur Edmund James Flynn annonce sa démission et l'organisation d'un congrès d'investiture pour lui trouver un successeur.
C'est également la dernière élection pour Simon-Napoléon Parent. À cause de dissensions internes dans son parti, il démissionne en 1905. Lomer Gouin lui succède aux postes de chef du Parti libéral et de Premier ministre du Québec.

## Dates importantes
- 4 novembre 1904 : émission du bref d'élection.
- 25 novembre 1904 : scrutin
- 2 mars 1905 : ouverture de la session.

## Résultats
| Libéral   | Conservateur |
| 67 sièges | 7 sièges     |
| ^         |              |
| majorité  |              |

### Résultats par parti politique
| Partis | Partis              | Chef                  | Candidats | Sièges | Sièges | Voix    | Voix   | Voix     |
| Partis | Partis              | Chef                  | Candidats | 1900   | Élus   | Nb      | %      | +/-      |
| --- | ------------------- | --------------------- | --------- | ------ | ------ | ------- | ------ | -------- |
| | Libéral             | Simon-Napoléon Parent | 74        | 67     | 67     | 62 889  | 55,4 % | +2,28 %  |
| | Conservateur        | Edmund James Flynn    | 21        | 7      | 7      | 30 331  | 26,7 % | -15,12 % |
| | Libéral indépendant | Libéral indépendant   | 18        | -      | -      | 14 236  | 12,5 % | +9,74 %  |
| | Ouvrier             |                       | 3         | -      | -      | 4 796   | 4,2 %  | -        |
| | Ligue nationaliste  |                       | 1         | -      | -      | 1 201   | 1,1 %  | -        |
| Total | Total               | Total                 | 117       | 74     | 74     | 113 453 | 100 %  |          |
| Le taux de participation lors de l'élection était de 53,5 % et 1 018 bulletins ont été rejetés. Il y avait 382 143 personnes inscrites sur la liste électorale pour l'élection, toutefois seules 213 958 personnes avaient plus d'un candidat dans leur district. |                     |                       |           |        |        |         |        |          |

Élus sans opposition : 38 libéraux

### Résultats par circonscription
- Argenteuil : William Alexander Weir (Parti libéral)
- Arthabaska : Paul Tourigny (Parti libéral)
- Bagot : Frederick Hector Daigneault (Parti libéral)
- Beauce : Arthur Godbout (Parti libéral)
- Beauharnois : Achille Bergevin (Parti libéral)
- Bellechasse : Adélard Turgeon (Parti libéral)
- Berthier : Joseph Lafontaine (Parti libéral)
- Bonaventure : John Hall Kelly (Parti libéral)
- Brome : John Charles James McCorkill (Parti libéral)
- Chambly : Maurice Perrault (Parti libéral)
- Champlain : Pierre-Calixte Neault (Parti libéral)
- Charlevoix : Pierre D'Auteuil (Parti conservateur)
- Châteauguay : François-Xavier Dupuis (Parti libéral)
- Chicoutimi-Saguenay : Honoré Petit (Parti libéral)
- Compton : Allen Wright Giard (Parti conservateur)
- Deux-Montagnes : Hector Champagne (Parti libéral)
- Dorchester : Alfred Morisset (Parti libéral)
- Drummond : Joseph Laferté (Parti libéral)
- Gaspé : Louis-Joseph Lemieux (Parti libéral)
- Hochelaga : Jérémie-Louis Décarie (Parti libéral)
- Huntingdon : William H. Walker (Parti libéral)
- Iberville : François Gosselin (Parti libéral)
- Iles-de-la-Madeleine : Robert Jamieson Leslie (Parti libéral)
- Jacques-Cartier : Joseph-Adolphe Chauret (Parti libéral)
- Joliette : Joseph-Mathias Tellier (Parti conservateur)
- Kamouraska : Louis-Rodolphe Roy (Parti libéral)
- Lac-Saint-Jean : Georges Tanguay (Parti libéral)
- La Prairie : Côme-Séraphin Cherrier (Parti libéral)
- L'Assomption : Joseph-Édouard Duhamel (Parti libéral)
- Laval : Pierre-Évariste Leblanc (Parti conservateur)
- Lévis : Jean-Cléophas Blouin (Parti libéral)
- L'Islet : Joseph-Édouard Caron (Parti libéral)
- Lotbinière : Napoléon Lemay (Parti libéral)
- Maskinongé : Georges Lafontaine (Parti conservateur)
- Matane : Donat Caron (Parti libéral)
- Mégantic : George Robert Smith (Parti libéral)
- Missisquoi : Jean-Baptiste Gosselin (Parti libéral)
- Montcalm : Pierre-Julien-Léonidas Bissonnette (Parti libéral)
- Montmagny : Ernest Roy (Parti libéral)
- Montmorency : Louis-Alexandre Taschereau (Parti libéral)
- Montréal no 1 : Georges-Albini Lacombe (Parti libéral)
- Montréal no 2 : Lomer Gouin (Parti libéral)
- Montréal no 3 : Godfroy Langlois (Parti libéral)
- Montréal no 4 : James Cochrane (Parti libéral)
- Montréal no 5 : Christopher Benfield Carter (Incertain, probablement indépendant)
- Montréal no 6 : Michael James Walsh (Parti libéral)
- Napierville : Dominique Monet (Parti libéral)
- Nicolet : Alfred Marchildon (Parti libéral)
- Ottawa : Ferdinand-Ambroise Gendron (Parti libéral)
- Pontiac : David Gillies (Parti libéral)
- Portneuf : Édouard-Antill Panet (Parti libéral)
- Québec-Centre : Amédée Robitaille (Parti libéral)
- Québec (comté) : Cyrille Fraser Delâge (Parti libéral)
- Québec-Est : Albert Jobin (Parti libéral)
- Québec-Ouest : John Charles Kaine (Parti libéral)
- Richelieu : Louis-Pierre-Paul Cardin (Parti libéral)
- Richmond : Peter Samuel George Mackenzie (Parti libéral)
- Rimouski : Auguste Tessier (Parti libéral)
- Rouville : Alfred Girard (Parti libéral)
- Saint-Hyacinthe : Joseph Morin (Parti libéral)
- Saint-Jean : Philippe-Honoré Roy (Parti libéral)
- Saint-Maurice : Louis-Philippe Fiset (Parti libéral)
- Saint-Sauveur : Simon-Napoléon Parent (Parti libéral)
- Shefford : Ludger-Pierre Bernard (Parti conservateur)
- Sherbrooke : Joseph-Pantaléon Pelletier (Parti libéral)
- Soulanges : Joseph-Octave Mousseau (Parti libéral)
- Stanstead : Prosper-Alfred Bissonnet (Parti libéral)
- Témiscouata : Napoléon Dion (Parti libéral)
- Terrebonne : Jean Prévost (Parti libéral)
- Trois-Rivières : Joseph-Adolphe Tessier (Parti libéral)
- Vaudreuil : Hormisdas Pilon (Parti libéral)
- Verchères : Étienne Blanchard (Parti libéral)
- Wolfe : Napoléon-Pierre Tanguay (Parti libéral)
- Yamaska : Louis-Jules Allard (Parti libéral)

## Sources
- Section historique du site de l'Assemblée nationale du Québec
- Jacques Lacoursière, Histoire populaire du Québec, t. 4 éditeur=Éditions du Septentrion, Sillery (Québec), 1997.
- Élection générale 25 novembre 1904 — QuébecPolitique.com